# オボイ

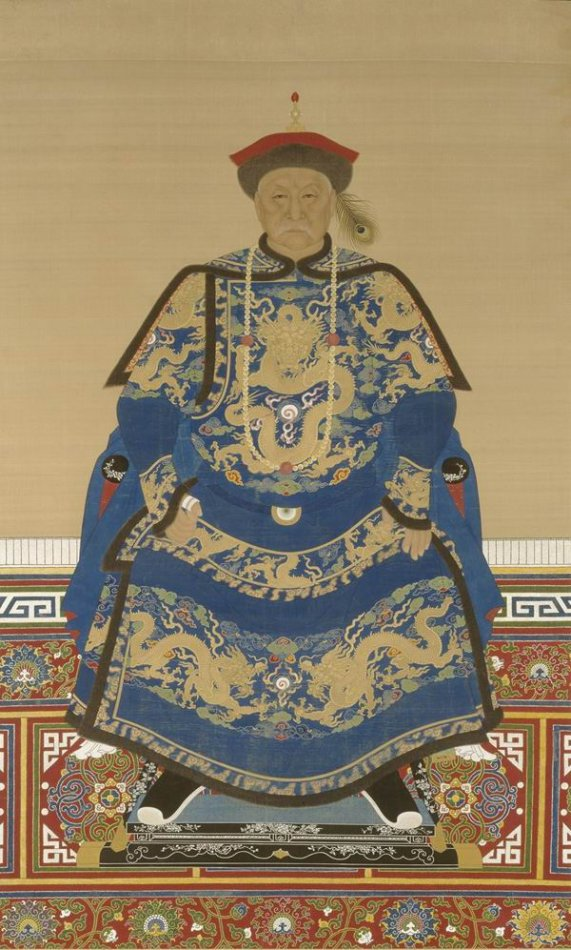
オボイ

オボイ（満洲語：ᠣᠪᠣᡞ、ラテン文字転写：Oboi、漢字：鰲拝、1610年頃 - 1669年）は、清初の重臣・武人。オーバイとも。満洲鑲黄旗の出身。姓はグワルギャ（瓜爾佳）氏（ᡤᡡᠸᠠᠯᡤᡳᠶᠠ
ᡥᠠᠯᠠ, Gūwalgiya hala）。伯父は太祖ヌルハチの腹心として活躍したフュンドン（ᡶ᠋ᡳᠣᠩᡩ᠋ᠣᠨ, fiongdon、費英東）。子はナムフ（納穆福）。

## 略歴
太宗ホンタイジの時代から対明戦争で軍功を挙げる。1643年に太宗死去に伴い、後継をめぐって長男の粛親王ホーゲと太宗の弟の睿親王ドルゴンを推す勢力が牽制し合ったが、オボイはソニンとともに正黄旗・鑲黄旗の兵を背景として、ホーゲの弟である6歳のフリン（順治帝）の擁立に尽力した。順治帝が即位し、摂政としてドルゴンが補佐する体制が確立した。
1644年、李自成によって明が滅亡すると、明清境界にあった山海関の守将の呉三桂が投降した。これを受け、ドルゴン率いる皇帝直属軍が入関、南下して李自成軍を撃破した。オボイは英親王アジゲの軍に従い、李自成・張献忠の軍を破り、遵義・茂州などを落とした。順治帝は北京に入城し、中華皇帝として中国本土の支配を開始するが、実際にはドルゴンが権勢を極め、1648年には皇父摂政王と称されるなど、独裁体制を築いていった。しかし1650年にドルゴンは狩猟中に急死し、以後は順治帝が親政を行った。オボイはそれまでの軍功から議政大臣に任命され、二等公を授けられ、後に領侍衛内大臣・少傅兼太子太傅となるなど、順治帝の腹心として地位を高めた。
順治18年（1661年）、順治帝は天然痘により24歳で急死した。8歳の玄燁（康熙帝）が即位し、遺詔によりソニン、オボイ、スクサハ、エビルンの4人が輔政大臣に任ぜられ、幼い康熙帝を補佐することになった。幼い頃ドルゴンの権勢に圧倒されていた順治帝が、自らの後継者康熙帝に同様の苦難を受けることのないように、権力を分散させ4人を牽制させたものと見られる。しかし、4人の輔政大臣は互いの利権を巡って相争うことになる。特にオボイとスクサハは折り合いが悪く、老年のソニンがかろうじて2人を抑えた。
康熙6年（1667年）にソニンが死去すると、オボイの勢力が他を圧倒するようになる。身の危険を感じたスクサハは「先帝の陵墓を守って余生を送りたい」と官を辞そうとするが、オボイは逆に24箇条もの罪状を讒言し、スクサハの一族を処刑に追い込んだ。残るエビルンはオボイに追従し、一等公に昇格したオボイの専制が確立され、順治帝の遺詔は意味を失うこととなった。
しかし、少年皇帝康熙帝はオボイの専横を憎み、ひそかに親政を企てるようになる。康熙帝は年少の側近と日々ブフ（モンゴル相撲）に興じて、表向き政治に無関心を装うことでオボイの油断を誘った。康熙8年5月3日（1669年6月1日）、皇帝たちのブフを視察に訪れたオボイは、突然取り押さえられ、逮捕された。同月26日、30箇条に及ぶ罪状を宣告され、オボイは一族郎党もろとも死罪となったが、康熙帝はかつての軍功に鑑みてオボイのみ終身刑とした。こうして権臣オボイを失脚させた康熙帝は皇帝親政を開始し、61年の治世で清朝の黄金期を築くことになる。一方、オボイは釈放されることなく、同年のうちに獄死した。
康熙52年（1713年）、かつての功績によってオボイの罪は許された。雍正帝が即位すると再び一等公を追贈され、超武公の称号を贈られるが、乾隆帝の時代になると改めて一等男に落とされ、オボイの子孫は世襲を許された。

## 伝記史料
- 『清史稿』巻255 列伝36